# Дальше — тишина…
«Да́льше — тишина́…» — советская телевизионная версия спектакля театра имени Моссовета 1978 года.
По сценарию Виньи Дельмар «Уступи место завтрашнему дню», созданному по пьесе Хелен Лири и Ноа Лири, базирующейся на романе Джозефины Лоренс «Долгие годы» (англ. The Years Are So Long). В течение тринадцати лет постановку сопровождал неизменный успех. И в этом спектакле Фаина Раневская вышла на сцену в последний раз 24 октября 1982 года.

## Сюжет
Действие спектакля происходит в США, в семье Куперов. Придя на обед к родителям, дети узнают неприятную новость — родители вынуждены расстаться с домом из-за задолженности банку. Оплачивать жильё для родителей в складчину дети не хотят, и начинаются споры — куда девать мать и отца. Старики становятся в тягость своим детям. Паре, прожившей 50 лет вместе, приходится расстаться навсегда.
Отца забирает дочь из Калифорнии, у которой не находится места для матери «ни под лестницей, ни в чулане». Голос актрисы срывается, губы трясутся, Люси Купер беспомощно смотрит на сына, который сообщил ей страшное известие. Её же саму отправляют в приют для престарелых женщин, и единственное, что её заботит — чтобы отец не узнал об этом. Она берёт с сына обещание не рассказывать отцу, где она будет находиться — «это будет первая в моей жизни тайна от твоего отца».
Финальная сцена спектакля — прощание супругов на вокзале перед отходом поезда в Калифорнию. Последнее объятие, наставления Люси, слёзы Барклея Купера. И голос за кадром: «А дальше — тишина…»

## В ролях
- Фаина Раневская — Люси Купер
- Ростислав Плятт — Барклей Купер
- Михаил Львов — Джордж
- Ирина Карташёва — Анита
- Ирина Муравьёва — Рода
- Борис Иванов — Левицкий
- Галина Дятловская — миссис Левицкая
- Ирина Соколова — Кора
- Аркадий Рубцов — Билл
- Нелли Молчадская — Нелли
- Владимир Сулимов — Гарвей
- Леонид Евтифьев — Роберт
- Борис Лавров — Хеннинг
- Мария Кнушевицкая — миссис Томпсон
- Татьяна Новикова — миссис Харди
- Валентина Холина — миссис Армстронг
- Анатолий Адоскин — доктор
- Сергей Проханов — бармен

## Съёмочная группа
- Автор сценария: Винья Дельмар
- Режиссёр-постановщик: Валерий Горбацевич, Анатолий Эфрос
- Оператор-постановщик: Геннадий Алексеев